# Paul-Louis Courier
Paul-Louis Courier (4 gennaio 1772 – 10 aprile 1825) è stato uno scrittore e grecista francese.

## Biografia
Figlio di un ricco borghese della Turenna, all'età di quindici anni fu mandato a studiare a Parigi per completare i suoi studi di matematica e di letteratura greca. Fu allievo di Jean-François Callet e di Jean-Baptiste Labey, professore all'École militaire di Parigi. Entrò nella scuola di artiglieria di Châlons-en-Champagne, dove nel 1793, con il grado di sottotenente, si arruolò nell'esercito.
Combatté in diverse campagne militari, soprattutto in Italia, dal 1798 al 1799 e dal 1806 al 1807, e in Germania, nel 1809.
Colpito dalla carneficina di Wagram (1809), si ritirò definitivamente dalla vita militare, convinto che nel far la guerra non ci fosse nessun'arte, per dedicarsi completamente alla filologia classica e alla vita di campagna nella sua tenuta di Véretz (Indre e Loira).
Iniziò la sua attività di pamphlettista dopo la seconda restaurazione dei Borboni. Attraverso lettere e opuscoli divenne uno degli avversari più temuti dal governo della Restaurazione. Il primo di questi libelli, Pétition aux deux chambres (1816), esponeva le sofferenze dei contadini sotto la reazione realista. Nel 1817, dopo la mancata elezione a membro dell'istituto, scrisse la Lettre à Messieurs de l'Academie des Inscriptions et Belles-Lettres (1819). A questa fecero seguito (1819-1820) una serie di lettere politiche di straordinaria potenza pubblicate in 'Le Censeur Européen'.
Alla proposta, nel 1821, di regalare la tenuta di Chambord al duca di Bordeaux, Courier si ribellò scrivendo il suo magistrale Simple discours de Paul-Louis, vigneron de la Chavonnière. A causa di questo scritto fu processato e condannato a due mesi di prigionia e ad un'ammenda di trecento franchi. Nel 1823 apparve il Livret de Paul-Louis, vigneron, seguito nel 1824 dal suo famoso Pamphlet des pamphlets, considerato dal suo biografo, Armand Carrel, il suo canto del cigno.
In Pamphlet des pamphlets, citando Edward Jenner, che scoprì il vaccino casualmente dopo aver osservato che dei vaccari che avevano delle cicatrici alle mani si prendevano la malattia della vacca chiamata Cowpox, ma che poi diventavano immuni dal vaiolo, il Courier  dichiara esplicitamente che vale la pena essere biasimati, condannati, imprigionati, ma mai rinunciare a pubblicare il proprio pensiero e metterlo a disposizione per il bene comune. Nel caso di Jenner, appunto, che scoprì il vaccino del vaiolo, Courier scrive che sarebbe stato un mascalzone a nascondere soltanto per un'ora il segreto.
Magistrali dal punto di vista stilistico e documentario anche le sue Lettres de France et d'Italie, risalenti al periodo delle campagne militari in Italia.
Courier venne ucciso, il 10 aprile 1825, con un colpo di fucile nella foresta di Larçay (nei dintorni di Véretz) da persone rimaste ignote. Ne seguirono due processi e "au second procès en juin 1830, tout le monde fut déclaré non coupable mais l'hypothèse du crime politique graffé sur le crime domestique ne fut abandonnée pour autant: elle eut ses partisans comme Stendhal ou Armand Carrel, tandis que Sainte Beuve l'écarta dans une conclusion que Joel Thalineau (v.: "Assassinat de Paul Louis Courirer", Présence Graphique ed., 2023) juge contestable" (Michel Arrous, "Studi Francesi", n.201, settembre/dicembre 2023)

## Opere
- Lettre à M. Renouard, libraire, 1810
- Pétition aux deux chambres, 1816;
- Lettres au rédacteur du Censeur, 1819-1820;
- Lettre à Messieurs de l'Académie, 1819;
- Lettres particulières, 1820;
- Simple discours de Paul-Louis, vigneron de la Chavonnière, aux membres du Conseil de la commune de Véretz... pour l'acquisition de Chambord, 1821;
- Aux âmes dévotes de la paroisse de Véretz, 1821;
- Procès de Paul-Louis Courier, vigneron, 1821;
- Pétition pour des villageois que l'on empêche de danser, 1822;
- Livret de Paul-Louis, vigneron, à Paris, 1823;
- Gazette du village, 1823;
- Pamphlet des pamphlets, 1824;
- Lettres de France et d'Italie.